# William Austin Dickinson

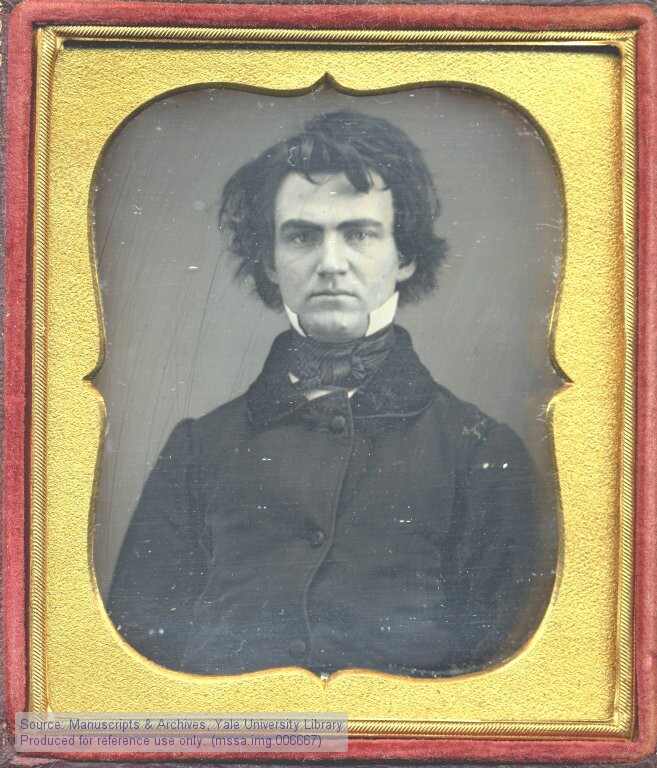
William Austin Dickinson

William Austin Dickinson (16 tháng 4 năm 1829 - 16 tháng 8 năm 1895) là luật sư, tác giả người Mỹ từ Amherst. Ông là anh trai của nhà thơ Emily Dickinson và cũng là con trai đầu lòng của Edward Dickinson.

## Tiểu sử
William Austin Dickinson sinh ngày 16 tháng 4 năm 1829 tại Amherst, bang Massachusetts, Hoa Kỳ. Sau khi tốt nghiệp từ cả hai trường Amherst College và Trường Luật Harvard, ông cùng với cha mình, Edward Dickinson, đồng hành nghề luật sư của mình.

## Sự nghiệp
Sau cái chết của cha mình, Austin đã trở thành thủ quỹ của Đại học Amherst vào năm 1873 cho đến khi ông qua đời. Ngoài hành nghề luật sư và ngân quỹ công việc của mình, Dickinson đã tham gia vào rất nhiều dự án công dân và trách nhiệm, chẳng hạn như khi kiểm duyệt các cuộc họp thị trấn từ năm 1881 cho đến khi ông qua đời, và là Chủ tịch Hiệp hội Cải tiến Village.

## Đời tư
Dickinson cưới Susan Huntington Gilbert, một người bạn của em gái Emily Dickinson từ thời thơ ấu, vào năm 1856. Họ có ba người con và cư trú tại các cây thường xanh, đứng liền kề với Dickinson Homestead. Bên cạnh kết nối của mình với chị gái nổi tiếng thế giới của mình, Emily, Austin cũng được biết đến với tình lâu năm của mình với Mabel Loomis Todd, một giảng viên người vợ trẻ, những người cuối cùng sẽ chỉnh sửa vài bộ sưu tập đầu tiên của nhà thơ Emily Dickinson.

## Cái chết
William Austin qua đời ở tuổi 66 vào năm 1895 taị quê hương Amherst, Massachusetts, Hoa Kỳ.